# Suzanne et les Vieillards (Gentileschi, Pommersfelden)
Pour les articles homonymes, voir Suzanne et les Vieillards (homonymie).
Suzanne et les Vieillards est un tableau réalisé par la peintre italienne Artemisia Gentileschi en 1610. De format vertical, cette huile sur toile est une peinture chrétienne qui illustre un épisode du Livre de Daniel, dans l'Ancien Testament, celui de Suzanne et les Vieillards. Y est représenté l'instant où les deux hommes âgés se penchent vers la jeune baigneuse, qui a déjà un pied immergé dans l'eau d'un bassin au bord duquel elle est assise presque nue. L'œuvre est conservée au château Weissenstein, à Pommersfelden, dans la Bavière, en Allemagne.

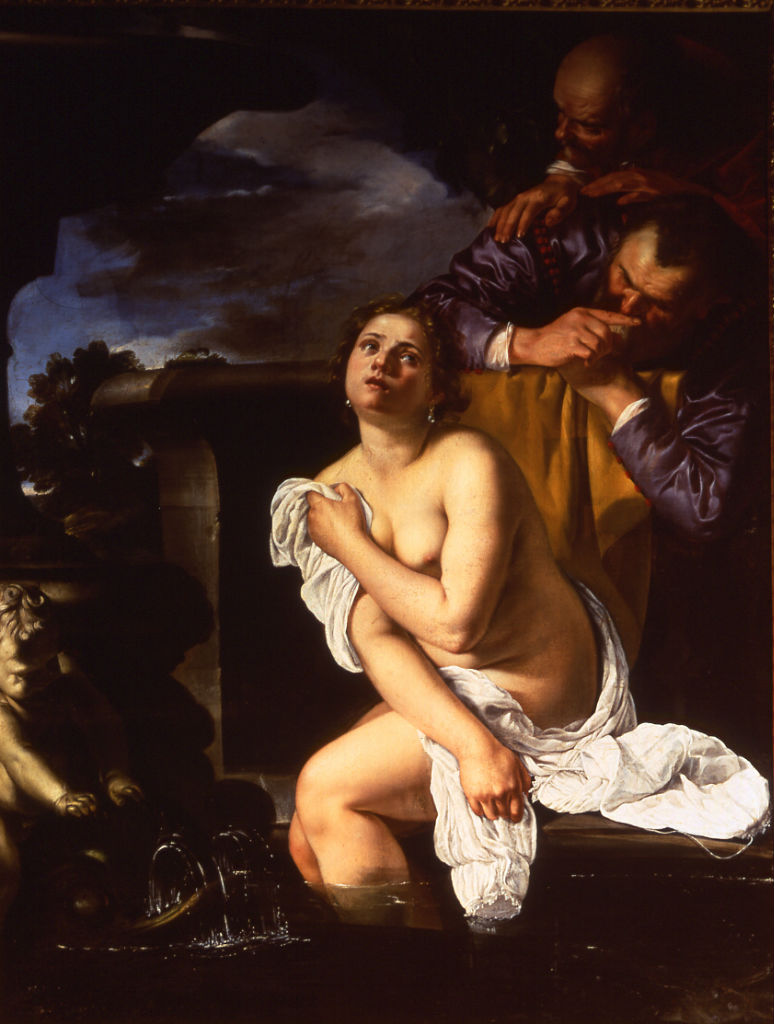
Suzanne et les Vieillards, 1622 – Burghley House, Peterborough.
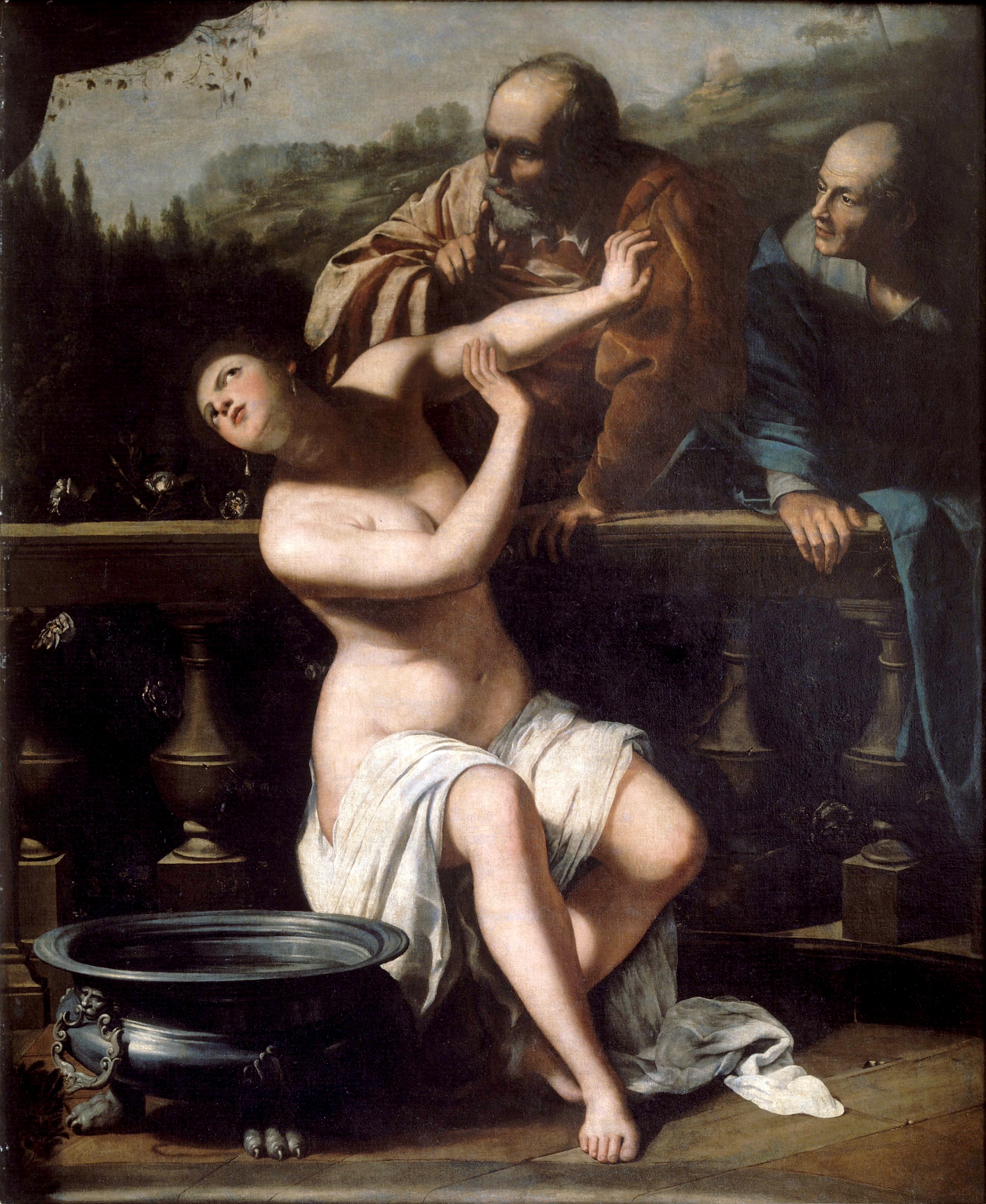
Suzanne et les Vieillards, 1649 – Galerie Morave de Brno, Brno.
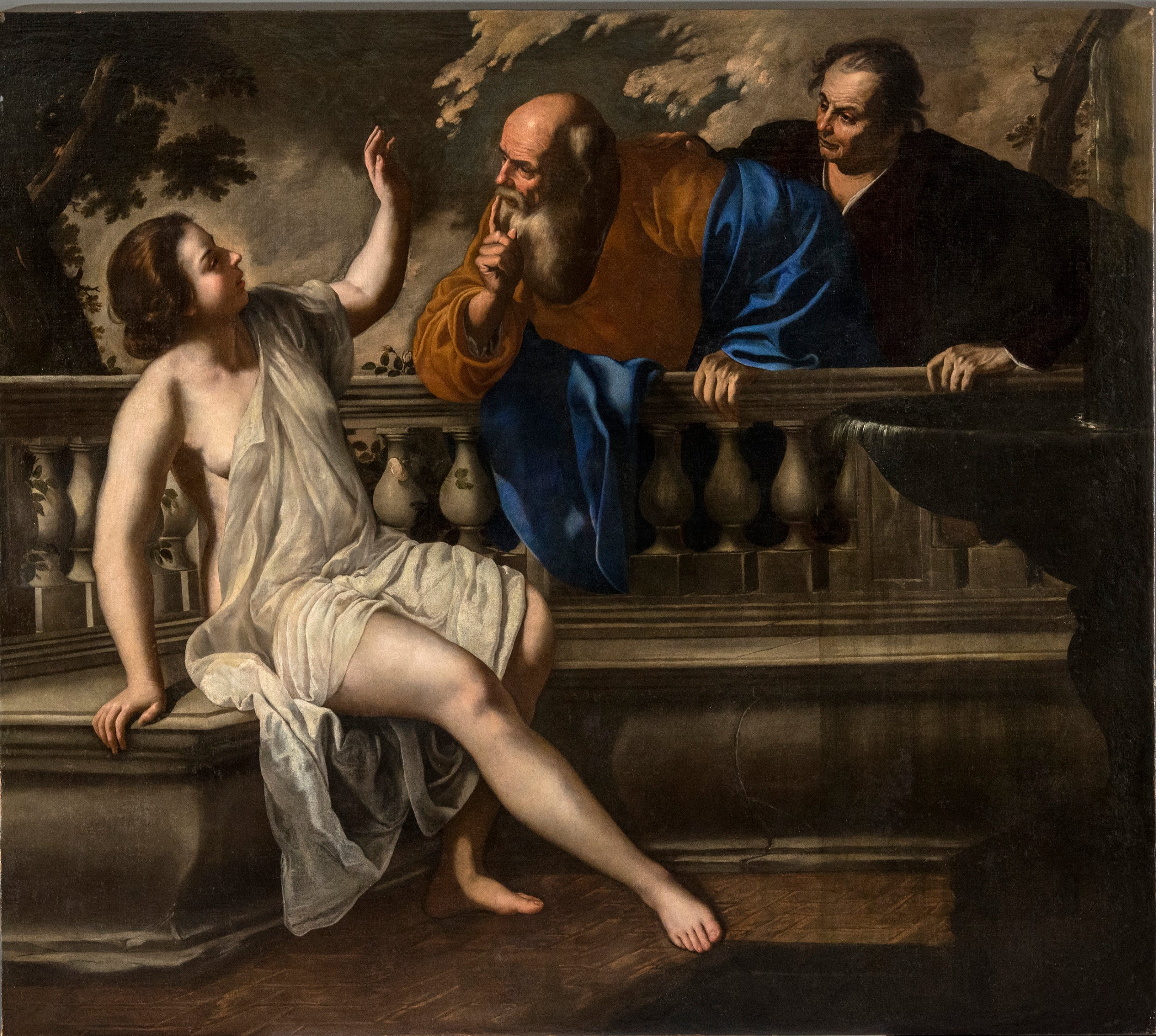
Suzanne et les Vieillards, 1652 – Pinacothèque nationale de Bologne, Bologne.